# فرانسیس جانسون (فیلسوف)
فرانسیس جانسون (به فرانسوی: Francis Jeanson)،(۷ ژوئیه ۱۹۲۲-اول اوت ۲۰۰۹) فیلسوف و فعال مدنی فرانسوی است. او به خصوص به خاطر فعالیت‌هایش در جبهه آزادی‌بخش میهنی (الجزایر) در دوران جنگ الجزایر معروف است. 

## زندگی‌نامه
در دوران جنگ جهانی دوم بعد از به پایان رساندن تحصیلاتش در رشته فلسفه از دانشکده بوردو ( Bordeaux ) برای فرار از اردوی کار اجباری از طریق اسپانیا فرار می‌کند و به ارتش آزادی‌بخش فرانسه ملحق می‌شود.